# Mariano de Pano y Ruata
Mariano de Pano y Ruata (Monzón, 3 de agosto de 1847-id., 31 de diciembre de 1948) fue un historiador, investigador, escritor y político español.

## Biografía
Mariano de Pano era descendiente de familias infanzonas y hermano del ingeniero de Caminos Joaquín de Pano y Ruata -introductor en España de los puentes metálicos parabólicos. Tras su instrucción primaria con los Padres Escolapios de Barbastro y de Zaragoza, M. de Pano cursó estudios superiores de Filosofía y Letras y de Derecho en la Universidad de Zaragoza, tras lo cual ejerció la abogacía y comenzó su actividad política local. Fue elegido concejal del Ayuntamiento y posteriormente alcalde de Monzón. En 1886 se aprobó su acta de diputado provincial de Huesca. De Pano intervino en el proyecto de construcción del Canal de Aragón y Cataluña, que ya había sido propuesto varias veces desde el reinado de Carlos III y que fue definitivamente impulsada por Joaquín Costa. Representante de las asociaciones de defensa agrícola, De Pano defendió una política proteccionista para la agricultura y a la ganadería en discursos e intervenciones políticas. De Pano también promovió la industria azucarera en Monzón. Fue asimismo presidente de la primera Subcomisión Local de Cruz Roja Española constituida en Monzón en marzo de 1874.
En 1879, Mariano de Pano fue elegido académico correspondiente de la Real Academia de la Historia, institución que en 1946 le nombraría académico honorario. Ese mismo año fue condecorado con la Orden de Alfonso X el Sabio.
En 1888 se mudó a Zaragoza, y contrajo matrimonio con Pilar de Cistué y Navarro. Fue presidente del Ateneo de Zaragoza desde 1902 a 1906 y en 1901 fue elegido correspondiente de la Real Academia Sevillana de Buenas Letras. En 1914 se le nombró académico correspondiente de la Real Academia de Buenas Letras de Barcelona y en 1918 de la Real Academia de Bellas Artes de San Fernando. Participó activamente en la vida cultural de Zaragoza, formando parte de diversas comisiones y conmemoraciones.
Se interesó por la paleografía y por la edición de documentos descubiertos en tierra aragonesa, como fueron, entre otros, la Carta puebla de Castellón Cebollero por don Alfonso I; una carta dotal conservada en el Monasterio de Sigena, en que De Pano creyó ver el germen de ciertas leyes del derecho foral aragonés; o los manuscritos árabes hallados en Almonacid de la Sierra, cuya traducción y descripción dieron pie también al autor para un estudio geográfico e histórico, acompañado de notas sobre el islam: Las Coplas del Peregrino de Puey Monçón: viaje a la Meca en el siglo XVI. (V. sección Obras). A lo largo de su vida dedicó varios estudios a la crónica histórica del Real Monasterio de Santa María de Sigena, a partir de su participación y firma, en octubre de 1883, del Acta en que se dio fe, en dicho monasterio, de la apertura y examen de los sepulcros del rey Pedro II el Católico, hijo de Alfonso II el Casto, de su madre, la reina Doña Sancha (fundadora del cenobio), y los de las infantas Dulce y Leonor.
Fue presidente del Patronato Villahermosa-Guaqui, financiado por los duques de Villahermosa, dedicado a fomentar los estudios de Humanidades sobre Aragón. En 1891 descubrió los mosaicos romanos tardíos de Estada, que adquirió y donó al Museo Provincial de Zaragoza.

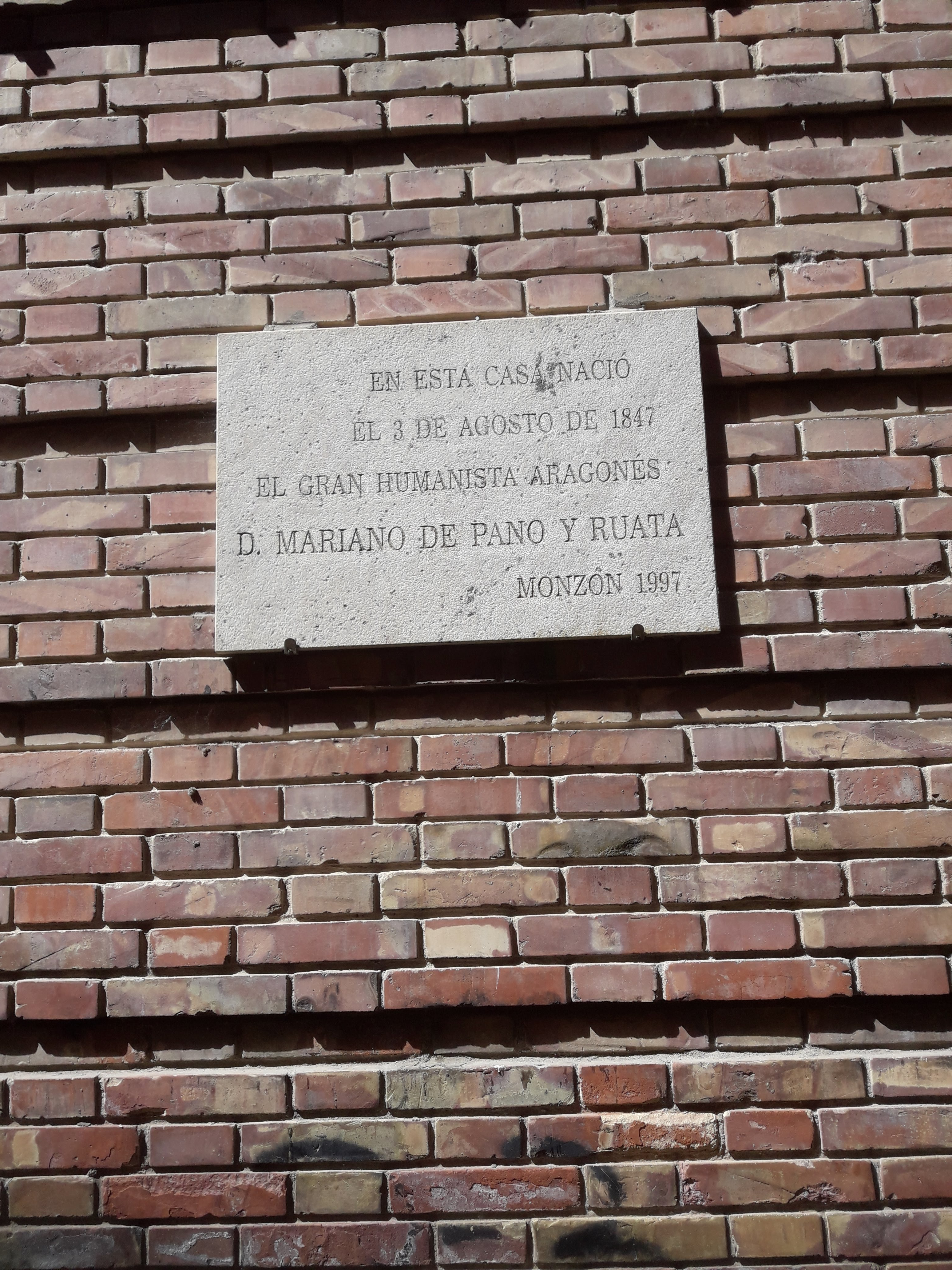
Placa en la casa natal de Mariano de Pano

Participó de la doctrina social eclesiástica orientada por el pontífice León XIII. Fue presidente en 1903 de la Liga Católica de Aragón, más tarde llamada Acción Social Católica (de la que procedieron, entre otras instituciones, la Caja de Ahorros de la Inmaculada y la Sociedad de Socorros Mutuos para Obreros). En los inicios de la guerra civil española de 1936, su casa solariega de Monzón se convertía en cuartel de tropas republicanas y él fue recluido con uno de sus hermanos en una habitación de la misma."
Viudo desde 1928, sin descendencia, la última década de su vida transcurriría en su ciudad natal, atendido por su sobrina.
En 1997 tuvieron lugar en Monzón actos de homenaje a Mariano de Pano, con motivo del 150 aniversario de su nacimiento. Se descubrió una placa conmemorativa en la fachada de la casa en la que nació y falleció, organizándose asimismo un certamen de narrativa corta que lleva su nombre, así como un ciclo de conferencias y una muestra de objetos relacionados con esta figura.

## Obras
Wifredo Rincón García —en su citado libro Vida y obra del humanista aragonés Mariano de Pano y Ruata, p. 415— hace referencia a un total de 292 publicaciones de libros, artículos de revistas, semanarios y periódicos obra de Mariano de Pano. Una selección de sus obras es la siguiente:
- El Real Monasterio de Sijena. Su historia y descripción. Lérida, 1883
- La Santa Reina: leyenda tradicional del Monasterio de Sijena. Lérida, 1889
- "Numismática de Urgel y de Rivagorza". Boletín de la Real Academia de la Historia, tomo 17, 1890, pp. 160-165. Edición digital: Biblioteca Virtual Miguel de Cervantes, Alicante, 2005
- Coplas del Peregrino de Puey Monçón. Viaje a la Meca en el siglo XVI. Zaragoza, 1896
- Balaguer, V. - Pano, M.: Discurso leído en la Fiesta inaugural de los Juegos Florales de la Ciudad de Zaragoza: contestación por Mariano de Pano y Ruata. Zaragoza, 1900
- "Signos lapidarios del castillo de Monzón (Huesca) y de la Catedral de Toledo". Boletín de la Real Academia de la Historia, tomo 40, 1902, pp. 419-430. Edición digital: Biblioteca Virtual Miguel de Cervantes, Alicante, 2007
- "El recontamiento de Almiced y Almayesa". Homenaje a D. Francisco Codera en su jubilación del profesorado: Estudios de erudición oriental. Zaragoza, 1904
- La techumbre mudéjar de la Catedral de Teruel. Zaragoza, 1904
- Ordinaciones y Paramientos de la Ciudad de Barbastro. Zaragoza, 1905
- Traducción de la obra de P. de Breuil Un día en Mulhouse: Las obras del Abate Cetty. Zaragoza, 1906
- La condesa de Bureta, Doña María Consolación de Azlor y Villavicencio y el Regente don Pedro María Ric y Montserrat, Barón de Valdeolivos. Episodios y documentos de los Sitios de Zaragoza. Zaragoza, 1908. Reed. 2006
- «Introducción» al volumen editado sobre la Exposición de arte retrospectivo de 1908
- La Sociología en la Historia. Zaragoza, 1919
- Doña Matilde Ferrer y Lorda, priora de Sijena. Historia de una vocación religiosa. Zaragoza, 1930
- Las prioras de Sijena: Dª Josefa de Salas y Azara. Zaragoza, 1931
- El Monasterio de Sijena: la serie prioral. Zaragoza, 1932
- Prólogo y Notas a: La Sala Valdés, M. de: Estudios históricos y artísticos de Zaragoza. Zaragoza, 1933
- "El mosaico de Estada". Boletín de la Academia Aragonesa de Nobles y Bellas Artes de San Luis y del Museo Prov. de Bellas Artes de Zaragoza, Zaragoza, 1934
- La Santa Reina Doña Sancha: hermana hospitalaria fundadora del Monasterio de Sijena. Zaragoza, 1943
- La condesa de Bureta, Doña María Consolación de Azlor Villavicencio y el Regente don Pedro María Ric y Montserrat, Barón de Valdeolivos. Héroes de la Independencia española. Segunda parte: Episodios y documentos de la Guerra de la Independencia. Zaragoza, 1947. Reed. 2006
- Santa María de Sijena. "Humilis Soror". Manuscrito inédito del autor, premiado en los Juegos Florales de 1896 celebrados por el Ateneo Científico, Literario y Artístico de Zaragoza. Edición coordinada por el Prof. José Ángel Sesma Muñoz, CAI, Zaragoza, 2004. V. noticia de esta publicación en el diario Heraldo de Aragón, 9-III-2005.